# Клюевка (станция)
Клю́евка — железнодорожная станция Восточно-Сибирской железной дороги на Транссибирской магистрали.
Расположена в 1,5 км к западу от посёлка Клюевка Кабанского района Бурятии на 5467 км Транссиба.

## История
Основана в 1910 году.

## Дальнее следование по станции
| № поезда | Маршрут движения | № поезда | Маршрут движения |
| -------- | ---------------- | -------- | ---------------- |
| 69       | Чита — Москва    | 70       | Москва — Чита    |